# مردف
مردف هو حي يقع في إمارة دبي في الإمارات العربية المتحدة ويبلغ عدد سكانها 8,115 نسمة. ووصل العدد إلى (70,020) نسمة في العام 2023 بكثافة سكانية تعادل (7,488) فرد/كم² بحسب بيانات مركز دبي للإحصاء. تتميز مردف بجوها الهادئ الأسري الذي يشبه إلى حد ما جو الضواحي البعيدة عن الصخب والازدحام، وهي تعتبر من المناطق الآخذة في التطور بشكل عام، وتتميز بالفلل الموجودة فيها ذات التصميم المميز والأبنية المنخفضة الارتفاع، وتقسم مردف إلى أربعة تجمعات سكنية، هي غروب مردف، وشروق مردف، وأب تاون مردف، ومردف توليب التي توفر إمكانية التملك الحر لغير مواطني دولة الإمارات العربية المتحدة، وتتميز المنطقة بقربها من مطار دبي الدولي ويحيط بها كل من مناطق الورقاء، والراشدية، والمزهر. كما تحتوي المنطقة على العديد من الأماكن الترفيهية ومراكز التسوق مثل مردف سيتي سنتر والعربي سنتر والاتحاد مول ومردف أفينيو مول وغيرها، وحديقة مشرف التي تعتبر أقدم حديقة في إمارة دبي، بالإضافة لحديقة أب تاون مردف.

## الجغرافيا
تقع مردف على حدود المزهر من الشمال والورقاء من الجنوب، وهي مجاورة لمحطة مترو الراشدية ومطار دبي الدولي. تقع حديقة مشرف الشهيرة في الجزء الشرقي من مردف.

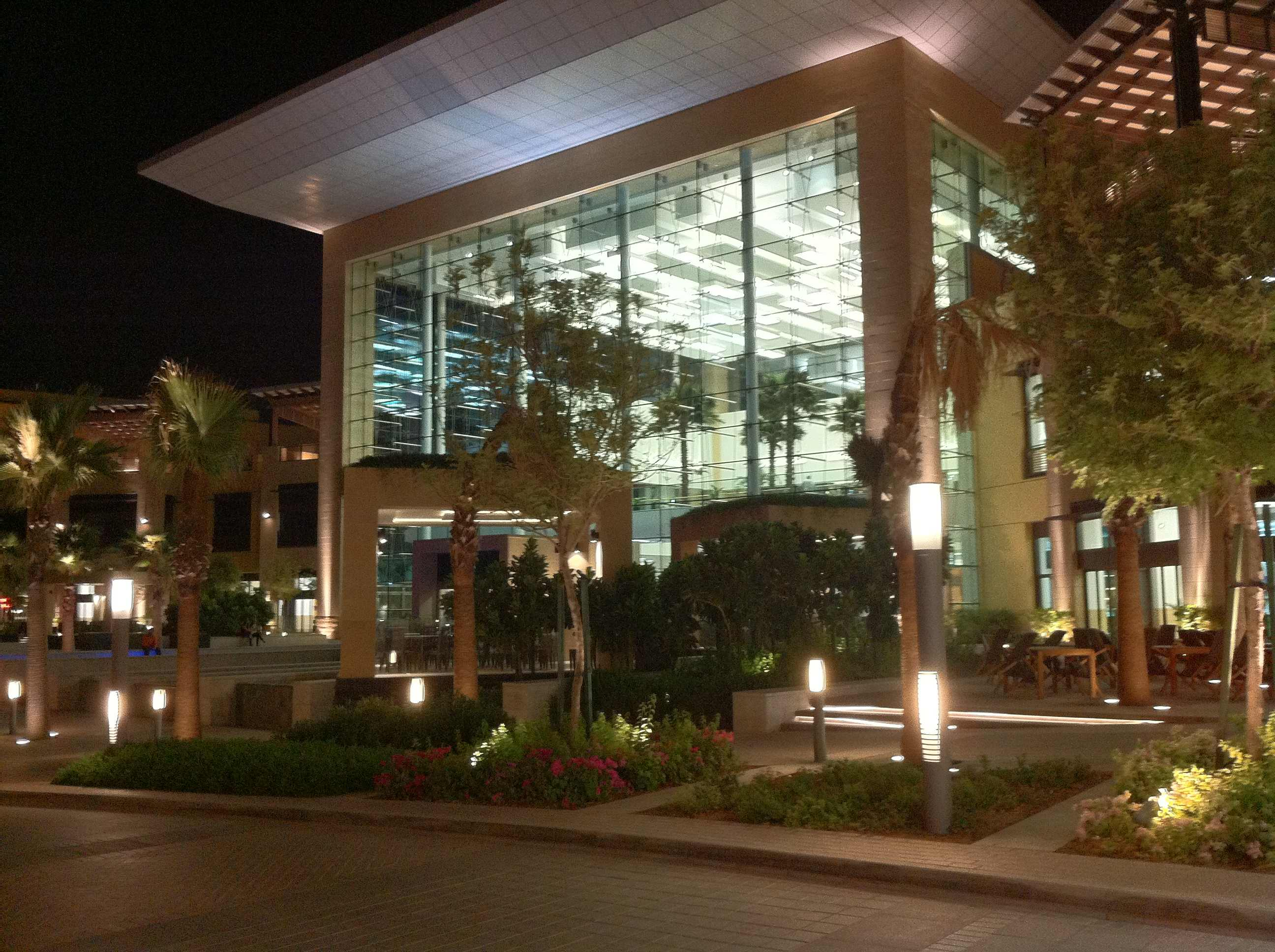